# Tara (Kokorou)
Tara ist ein Dorf in der Landgemeinde Kokorou in Niger.

## Geographie
Das von einem traditionellen Ortsvorsteher (chef traditionnel) geleitete Dorf befindet sich rund 31 Kilometer nordwestlich des Hauptorts Kokorou der gleichnamigen Landgemeinde, die zum Departement Téra in der Region Tillabéri gehört. Zu den Siedlungen in der näheren Umgebung von Tara zählen Karkatia im Nordosten, Zaney im Osten, Korogoussou im Südwesten und Alimboulé im Westen.
Tara liegt im Dünengebiet im Westen Nigers. Die Siedlung ist Teil der Übergangszone zwischen Sahel und Sudan. Die durchschnittliche jährliche Niederschlagsmenge beträgt hier zwischen 400 und 500 mm. Südlich des Dorfes erstreckt sich ein 500 Hektar großer und zeitweise ausgetrockneter See, die Mare de Tara.

## Geschichte
Um die negativen Auswirkungen von Bodendegradation auf Ernährungskrisen in der Gemeinde Kokorou zu lindern, wurden 2010 in den Dörfern Tara, Gounday und Korogoussou 600 Erosionsschutzbänke errichtet und 1560 Forstpflanzen eingesetzt. Von diesen Maßnahmen waren insgesamt 100 Hektar Land betroffen.

## Bevölkerung
Bei der Volkszählung 2012 hatte Tara 2094 Einwohner, die in 243 Haushalten lebten. Bei der Volkszählung 2001 betrug die Einwohnerzahl 1483 in 222 Haushalten und bei der Volkszählung 1988 belief sich die Einwohnerzahl auf 1737 in 188 Haushalten.

## Wirtschaft und Infrastruktur
Es gibt eine Schule im Dorf. Als staatliche islamische Schule für Kinder wurde 2007 außerdem eine Medersa gegründet.